# سافک (ویرجینیا)
سافک (به انگلیسی: Suffolk) شهری در ایالت ویرجینیا کشور ایالات متحده آمریکا است که جمعیت آن در سرشماری سال ۲۰۱۰ میلادی، ۸۴٬۵۸۵ نفر بوده‌است.